# Rute, Borovlje
Rute (nemško Rauth) je naselje v Občini Borovlje v Okraju Celovec-dežela na Koroškem v Avstriji.